# Mögglingen

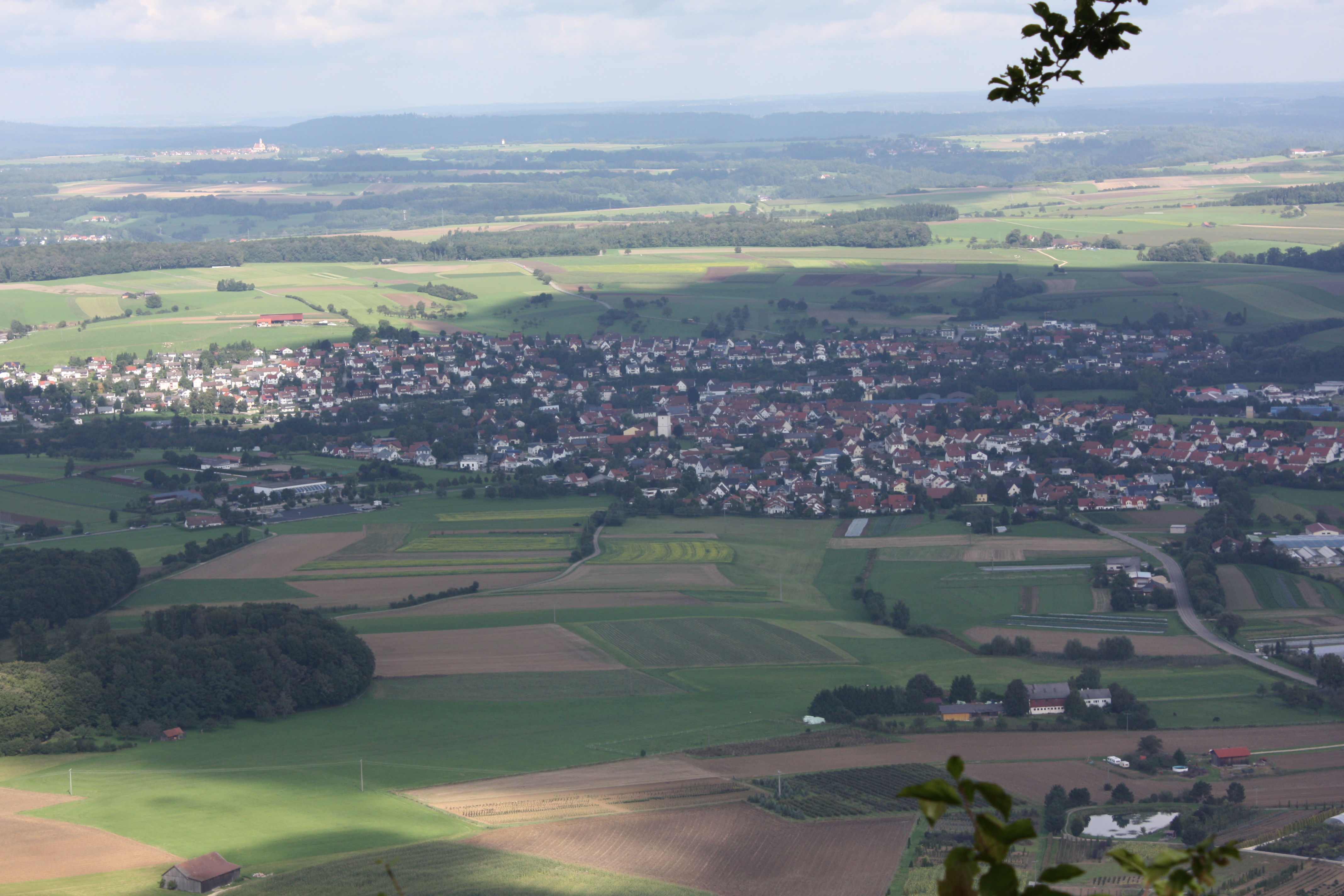
Mögglingen

Mögglingen – miejscowość i gmina w Niemczech, w kraju związkowym Badenia-Wirtembergia, w rejencji Stuttgart, w regionie Ostwürttemberg, w powiecie Ostalb, wchodzi w skład związku gmin Rosenstein. Leży na przedpolu Jury Szwabskiej, nad rzeką Rems, ok. 12 km na zachód od Aalen, przy drodze krajowej B29 i linii kolejowej Aalen–Stuttgart.